# Jurij Jarov
Jurij Fjodorovič Jarov (rusky Юрий Фёдорович Яров, * 2. dubna 1942, Mariinsk) je ruský politik, který byl v letech 1992 až 1996 místopředsedou vlády. Pak byl od 6. listopadu 1999 do 14. července 2004 čtvrtým výkonným tajemníkem Společenství nezávislých států. Má hodnost federální státní civilní služby 1. třídy Aktivní státní rada Ruské federace.
Jarov hrál také důležitou roli ve vedení Jelcinovy kampaně za znovuzvolení.

## Ocenění
- Řád Za zásluhy o vlast – IV. třída (Rusko)
- Řád cti (Rusko)
- Řád přátelství (Rusko)
- Řád rudého praporu práce (Sovětský svaz)
- Řád Odznak cti (Sovětský svaz)
- Medaile Obránce svobodného Ruska (Rusko)
- Jubilejní medaile 300 let ruského námořnictva (Rusko)
- Pamětní medaile 300. výročí Petrohradu (Rusko)
- Medaile 100. výročí narození Vladimira Iljiče Lenina (Sovětský svaz)
- Řád knížete Jaroslava Moudrého (Ukrajina)[4]